# Designmuseum
Der Begriff Designmuseum bezeichnet ein Museum, das vor allem Industriedesign, Produktdesign, Grafikdesign und moderne Angewandte Kunst sammelt und Ausstellungen darüber zeigt. Thematisch können dabei auch Architektur, Innenarchitektur und Mode erfasst werden. Sämtliche Objekte des täglichen Gebrauchs von Kücheneinrichtungen und Möbeln bis zum Fahrzeugdesign können hinsichtlich ihres gestalterischen Aspektes eine Rolle als Sammlungsgegenstand und Exponat spielen.
Die Musealisierung von Design ist eng mit dem Fach Designgeschichte verbunden. Insbesondere die Erweiterung des Designbegriffs hin zur Gestaltung von ökosozialen (Social Design) und digitalen Welten (Digital Design) hat auch zur Erweiterung und Veränderung der kuratorischen Konzepte von Designmuseen und Designausstellungen geführt.
Viele Designmuseen waren ursprünglich auf Kunsthandwerk oder Angewandte Kunst spezialisiert und verfügen heute noch über bedeutende Bestände in diesem Bereich. Mit der Neuen Sammlung (The International Design Museum Munich) und deren drei Häusern gibt es in Deutschland eine Institution, die neben dem MoMA in New York als führend angesehen werden kann, wenn man die Größe und Bedeutung der Museumsbestände, die Ausstellungsfrequenz und Internationalität der Aktivitäten als Grundlage nimmt. 
Die Anzahl an Museen mit Designabteilungen ist im deutschsprachigen Raum besonders hoch, die meisten davon sind jedoch Museen für Kunstgewerbe mit großen historischen Sammlungen vom Mittelalter bis zur Zeit um 1900, die in jüngerer Zeit – häufig erst seit den 1980er Jahren – mit kleinen Abteilungen für Design ergänzt wurden. Die erste Gründung eines derartigen Museums fand 1868 mit dem Berliner Kunstgewerbemuseum statt, obwohl es nach heutigen Maßstäben nur noch bedingt als Designmuseum zu betrachten ist. Ein Beispiel für ein spezielles Designmuseum ist das Musterhaus der Ernst-May-Gesellschaft, wo Design aus Frankfurt 1925–32 im Originalkontext gezeigt wird. 

## Designmuseen weltweit (Auswahl)
Deutschland
- Werkbundarchiv – Museum der Dinge, Berlin
- Wilhelm-Wagenfeld-Haus, Bremen
- red dot design museum, Essen
- Museum für Angewandte Kunst, Frankfurt am Main
- Museum für Kunst und Gewerbe, Hamburg
- MARTa, Herford
- Museum für Angewandte Kunst, Köln
- Grassi Museum für Angewandte Kunst, Leipzig
- Die Neue Sammlung, München, Nürnberg und Weiden in der Oberpfalz[1]
- Neues Museum, Nürnberg
- Vitra Design Museum, Weil am Rhein
- Bauhaus-Museum, Weimar

Österreich
- Museum für angewandte Kunst, Wien
- Designforum, Wien

Schweiz
- Museum für Gestaltung, Zürich

Europa
- Museu del Disseny, Barcelona, Spanien
- Designmuseum, Gent, Belgien
- Röhsska museet[2], Göteborg, Schweden
- China Design Museum[3], Hangzhou, China
- Designmuseum Helsinki[4], Helsinki, Finnland
- Designmuseum Danmark, Kopenhagen, Dänemark
- Museu do Design e da Moda, Lissabon, Portugal
- Design Museum London, London, Vereinigtes Königreich
- Victoria and Albert Museum, London, Vereinigtes Königreich
- Musée des Arts décoratifs, Paris, Frankreich
- Nieuwe Instituut[5], Rotterdam, Niederlande
- Museo del Design Italiano[6], Triennale di Milano, Mailand, Italien

außerhalb Europas
- Smithsonian’s Cooper-Hewitt, National Design Museum, New York, USA
- Rhode Island School of Design Museum, Providence, USA